# Тркач (филм из 1974)
„Тркач” је југословенски ТВ филм из 1974. године. Режирао га је Владимир Момчиловић а сценарио је написао Гордан Михић.

## Улоге
| Глумац                | Улога |
| --------------------- | ----- |
| Милутин Бутковић      |       |
| Предраг Лаковић       |       |
| Ташко Начић           |       |
| Владимир Поповић      |       |
| Данило Бата Стојковић |       |
| Рената Улмански       |       |
| Мирослав Жужић        |       |